# 弗兰克·萨博罗夫斯基
弗兰克·萨博罗夫斯基（1958年3月14日—）是一名已退役的德国足球运动员，司职后卫。